# Métrologue
Ne doit pas être confondu avec Météorologue.
Un métrologue est un technicien ou scientifique qui pratique la métrologie. Cela consiste à vérifier et exploiter les instruments de mesure (thermomètre, balance, manomètre, etc. ) dans tous types d'industries.